# Опрышко, Григорий Иванович
Григорий Иванович Опры́шко (22 июля 1911 — 4 марта 1997) — советский художник. Лауреат Сталинской премии второй степени (1952).

## Биография
В 1948 году с отличием окончил МГАХИ имени В. И. Сурикова. Преподавал в Институте прикладного и декоративного искусства и Московском высшем художественно-промышленном училище (бывшее Строгановское).

## Работы
- Мозаичные плафоны станции метро «Белорусская»—кольцевая (1952 г.; архитекторы: Н. А. Быкова, И. Г. Таранов);
- Фриз в верхнем вестибюле станции метро «Киевская»—кольцевая (1954 г.);
- Портрет И. В. Сталина в наземном вестибюле станции метро «Арбатская» Арбатско-Покровской линии (1953 г.; архитекторы: Л. М. Поляков, Ю. П. Зенкевич; инж. А. Н. Пирожкова).
- Мозаичное убранство Дворца культуры химиков в Дзержинске Горьковской (Нижегородской) обл. (1956—1959 гг.);
- Здание Совета экономической взаимопомощи (СЭВ) в Москве (1969 г.; арх. М. В. Посохин);
- Ленинский мемориал в Ульяновске (1970 г.; архитекторы: Б. С. Мезенцев, Г. Г. Исакович, М. П. Константинов).

## Награды и премии
- Сталинская премия второй степени (1952) — за оформление станции «Белорусская-кольцевая» Метрополитена имени Л. М. Кагановича